# Turquestein-Blancrupt
Turquestein-Blancrupt är en kommun i departementet Moselle i regionen Grand Est (tidigare regionen Lorraine) i nordöstra Frankrike. Kommunen ligger i kantonen Lorquin som tillhör arrondissementet Sarrebourg. År 2022 hade Turquestein-Blancrupt 11 invånare.

## Befolkningsutveckling
Antalet invånare i kommunen Turquestein-Blancrupt
| Referens: INSEE |